# Rob Moran
Pour les articles homonymes, voir Moran.
Rob Moran est un acteur américain né le 12 mai 1963, second rôle habituel des films des frères Farrelly.

## Filmographie
- 1988 : Police Story: The Watch Commander (TV) : Chuck Stone
- 1990 : Navy Seals : Les Meilleurs (Navy Seals) : copilote d'hélicoptère US
- 1991 : Ted and Venus de Bud Cort : Patient #2
- 1991 : Wedlock de Lewis Teague : Security Guard #1
- 1994 : Deux cow-boys à New York (The Cowboy Way) : Bartender at Party
- 1994 : Dumb and Dumber : Bartender
- 1996 : Kingpin : Stanley Osmanski
- 1997 : Fallen Arches : Company Representative
- 1965 : Des jours et des vies (série TV) : T.C. Greer (1997)
- 1998 : Mary à tout prix (There's Something About Mary) : Detective Stabler
- 1999 : Late Last Night (en) (TV) : Director
- 2000 : Fous d'Irène (Me, Myself & Irene) : Trooper Finneran
- 2001 : L'Amour extra-large (Shallow Hal) des Peter et Bobby Farrelly : Tiffany, Manly Hostess
- 2003 : Beach Movie : Reporter Brett Bronson
- 2004 : The Almost Guys (en) d'Eric Fleming : Team Security
- 2005 : South of Nowhere (série TV) : Arthur Carlin
- 2011 : Bon à tirer (BAT) (Hall Pass), de Peter et Bobby Farrelly : Ed Long
- 2012 : You're Next d'Adam Wingard : Paul Davison
- 2014 : Et si le ciel existait ? (Heaven Is for Real) de Randall Wallace
- 2018 : Lez Bomb de Jenna Laurenzo : Ken